# Michał Hube
Michał Hube (ur. 1779 w Złotowie, zm. 20 kwietnia 1840 w Paryżu) – prawnik polski, sekretarz stanu Królestwa Polskiego, później członek Komisji Sprawiedliwości, przewodniczący Komisji do Roztrząsania Akt Policji Tajnej, zajmującej się aktami carskich służb specjalnych przejętymi po wybuchu powstania listopadowego. Zmuszony do emigracji.
Syn Jana Jakuba Hubego pisarza miejskiego i Teresy Brzuchalskiej.  Ukończył gimnazjum w Wałczu, zapisał się na kurs prawa cywilnego i karnego oraz filozofii, po ukończeniu którego objął stanowisko sędziego w inkwizytoriacie w Warszawie. W 1807 został powołany do biura ministra Stanisława Brezy, w którym pełnił obowiązki archiwisty, kasjera i prowadził korespondencje niemiecką. W 1826 został powołany na stanowisko referendarza Rady Stanu. Usunięty został z tego stanowiska w październiku 1827  kiedy wdał się w konflikt z ówczesnym ministrem skarbu Królestwa Polskiego księciem Franciszkiem Ksawerym Druckim – Lubeckim w związku z ustanowieniem przez tegoż ostatniego podatku od trunków zwanego kabakiem. W marcu 1832  wszedł do Komitetu Narodowego Polskiego, ale popadłszy w konflikt z Joachimem Lelewelem po kilku miesiącach przystąpił do konkurencyjnego Komitetu Narodowego Emigracji Polskiej utworzonego przez generała Józefa Dwernickiego. Pod koniec 1832 został wydalony z Paryża w związku z ogłoszeniem przez Joachima Lelewela „Odezwy do Rosjan”. Pod tą odezwą znalazło się również nazwisko Michała Hubego, umieszczone bez jego zgody. Przez 4 lata mieszkał w Normandii, po czym ponownie zamieszkał w Paryżu, aktywnie uczestnicząc w pracach Towarzystwa Historyczno-Literackiego.
Michał Hube był ojcem prawnika Romualda Hubego, oraz ks. Józefa Hubego, prawnika i teologa.
Odznaczony Orderem Świętego Stanisława IV klasy z nadania Aleksandra I Romanowa.
Ku czci Hubego nazwana została jedna z ulic Złotowa.
Prawnika Michała Hubego nie należy mylić z astronomem Janem Michałem Hubem (zm. 1807).